# Germán Bustamante
Pour les articles homonymes, voir Bustamante.
Bustamante  Aravelas est un nom espagnol. Le premier nom de famille, en général paternel, est Bustamante ; le second, en général maternel, souvent omis, est Aravelas.
Germán Alfredo Bustamante Aravelas, né le 1er novembre 1993 à Punta Arenas, est un coureur cycliste chilien.

## Palmarès sur route

### Par année
- 2012
  - 2e du championnat du Chili du contre-la-montre espoirs
  - 3e du championnat du Chili sur route espoirs
- 2013
  - 2e du championnat du Chili du contre-la-montre espoirs
- 2015
  - 2e du championnat du Chili du contre-la-montre espoirs
- 2016
  - 3e étape de la Vuelta Semana Puertomontina
  - Tour de Chiloé[1]
- 2018
  -  Champion du Chili du contre-la-montre

### Classements mondiaux
| Année            | 2015 | 2016 | 2017 |
| ---------------- | ---- | ---- | ---- |
| UCI America Tour | 442e | 370e | 486e |

## Palmarès sur piste

### Championnats panaméricains
- 2011
  -  Médaillé de bronze de la poursuite par équipes juniors